# Strandzja
Strandzja är en bergskedja i Bulgarien. Den ligger i den östra delen av landet, 400 km öster om huvudstaden Sofia.